# David Levithan
David Levithan é um escritor de livros infanto-juvenis  norte-americano premiado, que reside em Hoboken, New Jersey. Publicou o seu primeiro livro, Boy Meets Boy, em 2003. Levithan é um dos fundadores da editora PUSH, dedicada à literatura para jovens adultos, e que é uma das marcas da Scholastic Press.

## Vida e carreira
David Levithan nasceu e foi criado em Short Hills, New Jersey no seio de uma família de origem judaica, e concluiu o ensino secundário em 1990, na Millburn High School. Aos dezanove anos de idade, Levithan recebeu uma bolsa de estudo da Scholastic Corporation, onde começou a escrever os livros da série The Baby-sitters Club. David Levithan continua a trabalhar para a Scholastic como diretor editorial. Levithan é também o editor fundador da PUSH, uma chancela da Scholastic Press para jovens adultos, que publica novos autores e novas vozes da literatura. A PUSH publica conteúdos mais ousados para jovens adultos e foi a editora onde Patricia McCormick se estreou em 2002 com o romance Cut.
Numa entrevista para a Barnes & Noble, Levithan afirma que aprendeu a escrever livros que fossem simultaneamente divertidos e tocantes com o livro Alexander and the Terrible, Horrible, No Good, Very Bad Day de Judith Viorst.  O autor, que continua a trabalhar como autor e editor, prossegue, dizend que "Gosto tanto ou mais de editar do que de escrever".
Três dos romances de Levithan foram adaptados ao cinema. A sua primeira colaboração com Rachel Cohn, Nick and Norah's Infinite Playlist, foi publicada em 2006 e adaptada para o grand ecrã em 2008. O seu romance de 2021, Every Day, uma fantasia romântica, foi adaptada ao cinema, com o mesmo título, e lançado em 2018. A sua segunda colaboração com Rachel Cohn, Naomi and Ely's No Kiss List, foi publicado em 2007 e adaptado ao cinema, também com o mesmo nome, em 2015. 
Em 2016, David Levithan ganhou o prémio Margaret Edwards Award pelos seus livros The Realm of Possibility, Boy Meets Boy, Love Is the Higher Law, How They Met and Other Stories, Wide Awake e Nick and Norah's Infinite Playlist.

## Obra
- Garoto Encontra Garoto (Galera Record, 2014) ;
- The Realm of Possibility
- Are We There Yet?
- Marly's Ghost
- Nick and Norah's Infinite Playlist, co-autor com Rachel Cohn
- Naomi Ely e a Lista do Não Beijo; co-autor com Rachel Cohn (Galera Record, 2015)
- Wide Awake
- How They Met, and Other Stories
- Will & Will: Um Nome, Um Destino : co-autor com John Green (Galera Record, 2013) ;
- Todo Dia (Galera Record, 2013) ;
- Outro Dia (Galera Record, 2016) ;
- Algum Dia (Galera Record, 2019) ;
- Dois Garotos Se Beijando (Galera Record, 2015);